# 杰米·纽舒尔
杰米·纽舒尔（英語：Jamie Neushul，1995年5月12日—），美国女子水球运动员，2017年世界游泳锦标赛女子金牌得主、2019年泛美运动会女子金牌得主、2020年夏季奥林匹克运动会女子金牌得主。